# Anisoplia phaenissa
Anisoplia phaenissa är en skalbaggsart som beskrevs av Zaitzev 1917. Anisoplia phaenissa ingår i släktet Anisoplia och familjen Rutelidae. Inga underarter finns listade i Catalogue of Life.